# Inocenc III.
Inocenc III. (cca 1160 – 16. červenec 1216), vlastním jménem Lothar di Segni, působil jako 176. papež od 22. února 1198 až do své smrti. Jeho cílem jako papeže bylo zvýšení moci a prestiže svatopetrského stolce a snaha nadřadit jej nad světskou moc, zejména císařskou.
V rámci boje s infanticidou nechtěných dětí nechal zřídit první obdobu dnešních „babyboxů“. V roce 1209 schválil statuta františkánského řádu.

## Život

### Mládí
Inocenc III. se narodil kolem roku 1161 jako syn hraběte Trasmonda de Segni a Claricie Scotti v Gavignanu, asi 60 km jihovýchodně od Říma.. Již v mládí projevoval velké nadání a i díky tomu vystudoval teologii na univerzitě v Paříži a práva na univerzitě v Bologni. V Římě byl vysvěcen na podjáhna a o něco později, roku 1190, na kardinála-jáhna svým strýcem Klementem III.
Napsal asketický traktát O pohrdání světem a o nicotnosti člověka, který byl ve 12–14. století neobyčejně rozšířen.

### Papežští příbuzní
Inocenc III. byl synovcem Klementa III. a strýcem Řehoře IX. Řehoř IX. pak byl strýcem Alexandra IV.

### Na papežském stolci
Lothar di Segni byl zvolen papežem v římském Septizoniu ještě v týž den, kdy zemřel jeho předchůdce Celestýn III., a přijal jméno Inocenc III. Podle některých historiků to bylo vůbec první konkláve v historii, jak totiž uvádějí některé spisy, bylo při volbě poprvé použito volebních lístků. Nově zvolený papež upevnil svou autoritu nad papežským státem a nazval se „náměstkem Kristovým“. Tento titul nahradil starší oslovení „Vicarius Petri“ („nástupce Petrův“), který byl podle Inocence nedostatečný. Jako papež velmi výrazně upravil církevní právo – ostatně jako vystudovaný právník k tomu měl předpoklady.
| „              | Jestliže vládcové... zvolili za krále rouhavou, exkomunikovanou osobu, tyrana nebo pošetilého blázna, kacíře nebo pohana, měli bychom snad pomazat, posvětit nebo korunovat takového muže? Zajisté nikoli! | “ |
| — Inocenc III. | |   |

Kroky, kterými si papež upevňoval moc v Římě, se ale nelíbily lidu a v květnu roku 1203 vypukly ve městě lidové bouře, především pod vedením Giovanniho Capoccia, vůdce tzv. plebejů. Inocenc musel uprchnout do Palestriny, kde zůstal až do utišení nepokojů 1204. Roku 1205 uzavřely obě strany (po papežově nemalém finančním daru) mír.
Inocenc III. se zaměřoval na potlačování hereze, největší krok v tomto směru učinil Čtvrtým lateránským koncilem, dvanáctým ekumenickým, zahájeným 11. listopadu 1215. Tento koncil se s více než 1200 účastníky stal největším koncilem středověku. Výsledkem byla důsledná reforma církve; byla vyhlášena povinnost všech věřících zúčastnit se o Velikonocích zpovědi a přijímání, potvrzeny byly výroky církve o svátostech a byla zdůrazněna důležitost hlásání víry. Rozhodnutí, která byla během koncilu přijata, ovlivnila církev na několik staletí dopředu. Inocenc proto nezřídka bývá označován za jednoho z nejvýznamnějších papežů.

### Sociální politika
Krátce poté, kdy nastoupil na papežský trůn, se rozhodl řešit enormní množství případů infanticidy nechtěných dětí a nařídil zřídit v branách klášterů zvláštní okénka pro anonymní odkládání dětí - středověkou variantu babyboxu. Mimo papežské državy se však tato novinka šířila jen omezeně a pomalu, už jen z ekonomických důvodů - kláštery mimo Papežský stát zpravidla neměly takovou finanční sílu, aby zvládly prudký nárůst nalezenců, který byl se zřízením babyboxu spojen.

### Zahraniční politika
V roce 1198 Inocencovi královna-regentka Konstancie svěřila poručnictví nad nezletilým sicilským králem Fridrichem II. a zároveň se stal regentem sicilského království po dobu Fridrichovy nezletilosti.
Ve stejném roce došlo v Svaté říši římské k dvojí královské volbě. Inocenc se zpočátku zdráhal podpořit jednoho z kandidátů, Otu Brunšvického nebo Filipa Švábského, neboť věřil v brzké vyřešení sporu, a nechtěl se proto angažovat. Na Filipově straně stála většina knížat i francouzský král, ale byl neoprávněně korunován burgundským arcibiskupem (tedy cizím prelátem), což se Inocencovi nelíbilo. Dalším problémem byla také dosud nezrušená klatba, kterou na Filipa uvalil Inocencův předchůdce Celestýn III. Oproti tomu Ota byl korunován k tomu oprávněným arcibiskupem kolínským a jeho ochráncem byl jeho strýc, anglický král. Otovou největší předností bylo ale pro Inocence to, že ukázal ochotu vzdát se svého německého nároku na území v Itálii. Když bylo jasné, že spor bude trvat déle, podpořil Otu Brunšvického. Stalo se tak v červenci 1201, kdy papežský legát Guido z Praeneste v Kolíně nad Rýnem veřejně vyhlásil podporu papežského stolce Otovi a zároveň také exkomunikaci jeho soupeře Filipa Švábského.
Obratnou politikou přiměl Inocenc českého krále Přemysla Otakara I. ke změně strany; slíbil mu za to novou korunovaci z Otových rukou a také uznání jeho královského titulu papežskou kurií. Navíc tehdy papež řešil Přemyslův spor se zapuzenou manželkou Adlétou, jehož řešení si nechával jako pojistku v pozadí. Ota ale zklamal papežovy naděje a rok po svém zvolení obsadil italská území. Inocenc je dobyl zpět a Otu vyobcoval z církve, čímž byla také zrušena poslušnost německých knížat k Otovi.
Tak Inocenc využil svého poručnictví a podpořil kandidaturu šestnáctiletého Friedricha, kterého německá knížata roku 1211 zvolila králem a který byl 1212 v Mohuči korunován „římským králem“.

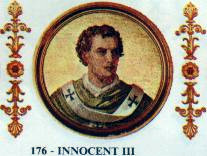
Portrét papeže Inocence III. v bazilice sv. Pavla za hradbami

### Křížové výpravy
Roku 1198 vyhlásil Čtvrtou křížovou výpravu při níž došlo k dobytí Zadaru a Konstantinopole, a roku 1208 i albigenskou křížovou výpravu, která měla svůj cíl v jižní Francii, kde došlo k masakru albigenských, již byli prohlášeni za kacíře.
Další důležitou křížovou výpravu vyhlásil ve věci Hispánie, kde křesťanské státy bojovaly s muslimskými Almohady. Jejím výsledkem byla zdrcující porážka Almohadů v bitvě na Las Navas de Tolosa (1212), která vedla ke zhroucení Almohadskému impéria.
Roku 1213 vydal papež bulu Quia maior, v níž vyhlásil pátou křížovou výpravu.